# Indigofera sessilifolia
Indigofera sessilifolia är en ärtväxtart som beskrevs av Dc. Indigofera sessilifolia ingår i släktet indigosläktet, och familjen ärtväxter. Inga underarter finns listade i Catalogue of Life.